# Podofyllotoxine
Podofyllotoxine is een geneesmiddel dat gebruikt wordt tegen genitale wratten. Het is een plantenextract (een lignaan) dat de celdeling remt (chemotherapie). Het is verkrijgbaar als
- crème: Wartec (R): 1.5 mg/g
- aanstipvloeistof: Condyline (R): 5 mg/ml.

## Achtergrond
Podofyllotoxine wordt gewonnen uit de plantensoort Voetblad: podophyllum peltatum (May apple, American mandrake, groeit in VS en Canada) en podophyllum hexandrum (groeit in de Himalaya). Door de indianen werd het o.a. als braakmiddel gebruikt. Omdat de plant nauwelijks gekweekt wordt, wordt veel onderzoek gedaan om het middel synthetisch te kunnen produceren. Het niet-gezuiverde extract werd als podofylline in het verleden ook wel gebruikt.
Etoposide, etopophos en teniposide zijn cytostatica die van podofyllotoxine zijn afgeleid.
In 2013 maakten de Rijksuniversiteit Groningen en de Hanzehogeschool bekend dat ze uit de wortel van Fluitenkruid podofyllotoxine willen gaan winnen, als een veelbelovend middel tegen kanker.